# Anton Günther
Anton Günther, född 17 november 1783, död 24 februari 1863 i Wien, var en österrikisk teologisk och filosofisk författare.
Günther sökte gentemot den schelling-hegelska filosofin att ställa upp en på Descartes grundad dualism och teism i Vorschule zur speculativen Theologie des positiven Christentums (1828). Hans Gesammelte Schriften utgavs 1881. Günther råkade trots att han var rättrogen katolik genom sina skrifter i konflikt med kyrkan, men gjorde avbön.